# Isuzu

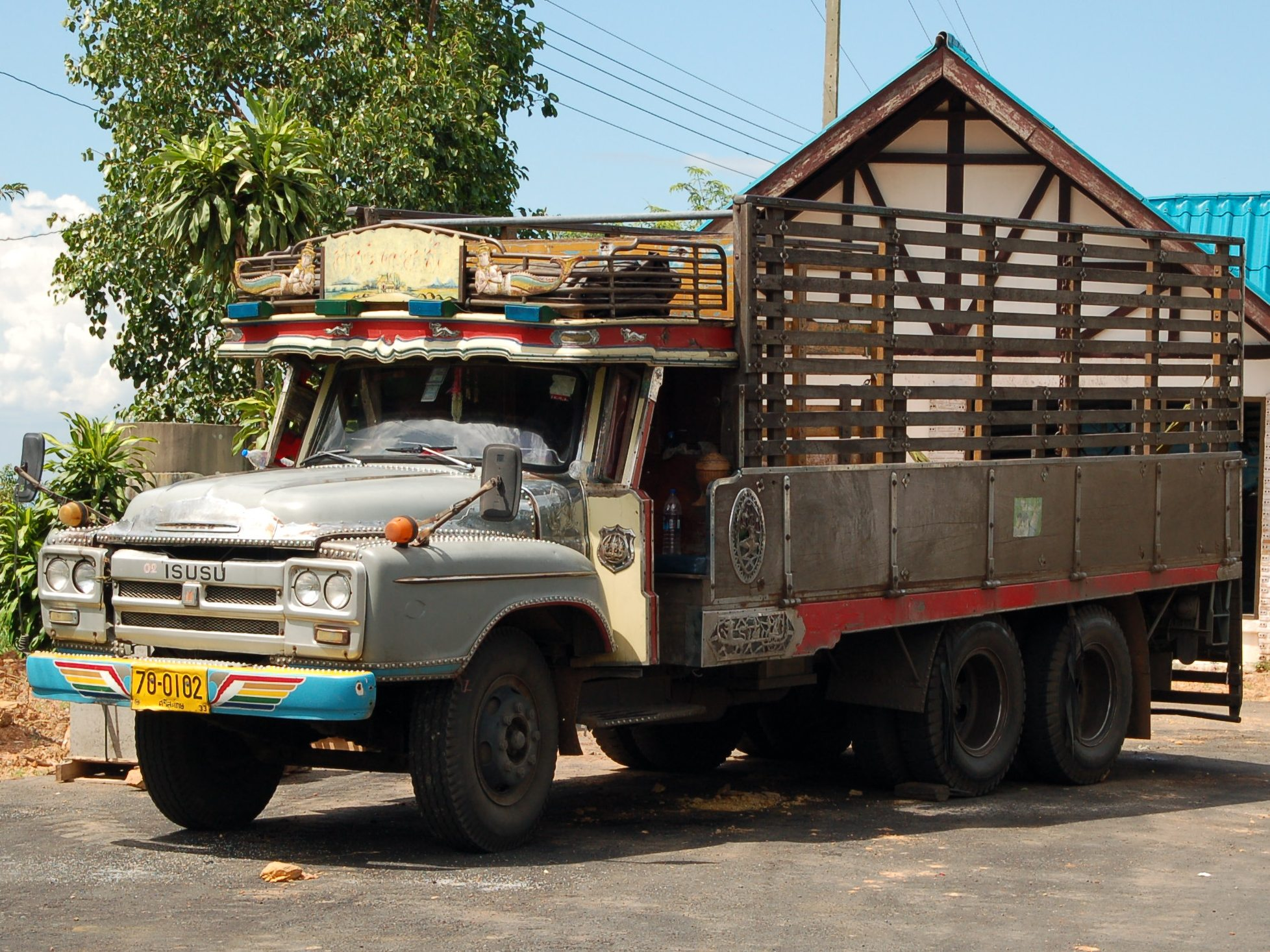
Oude Isuzu vrachtwagen.

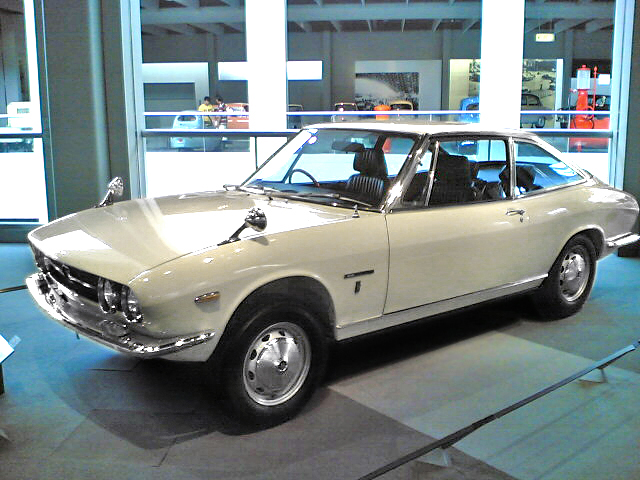
Isuzu 117 coupe uit 1968-1981.

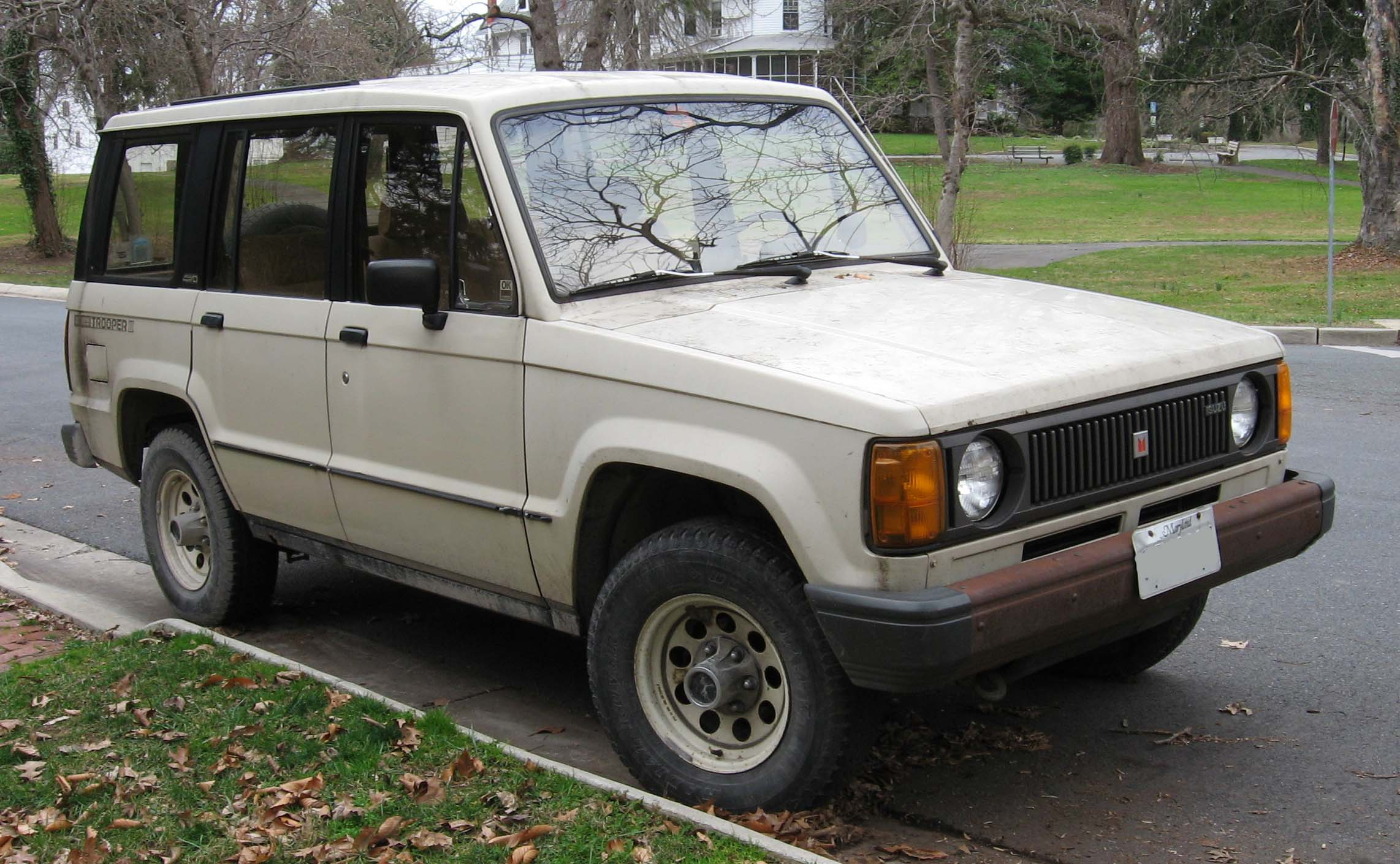
Isuzu Trooper uit 1983-1988.

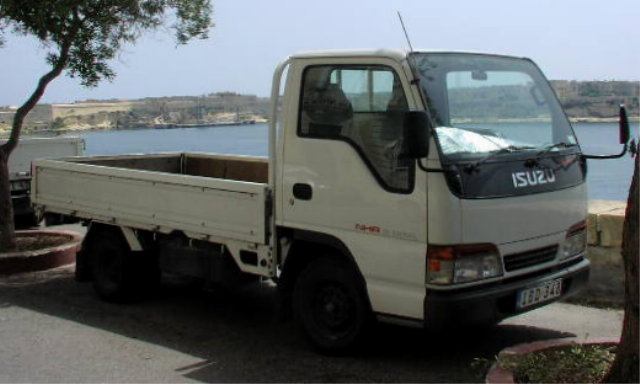
Isuzu NHR 3600 licht bedrijfsvoertuig.

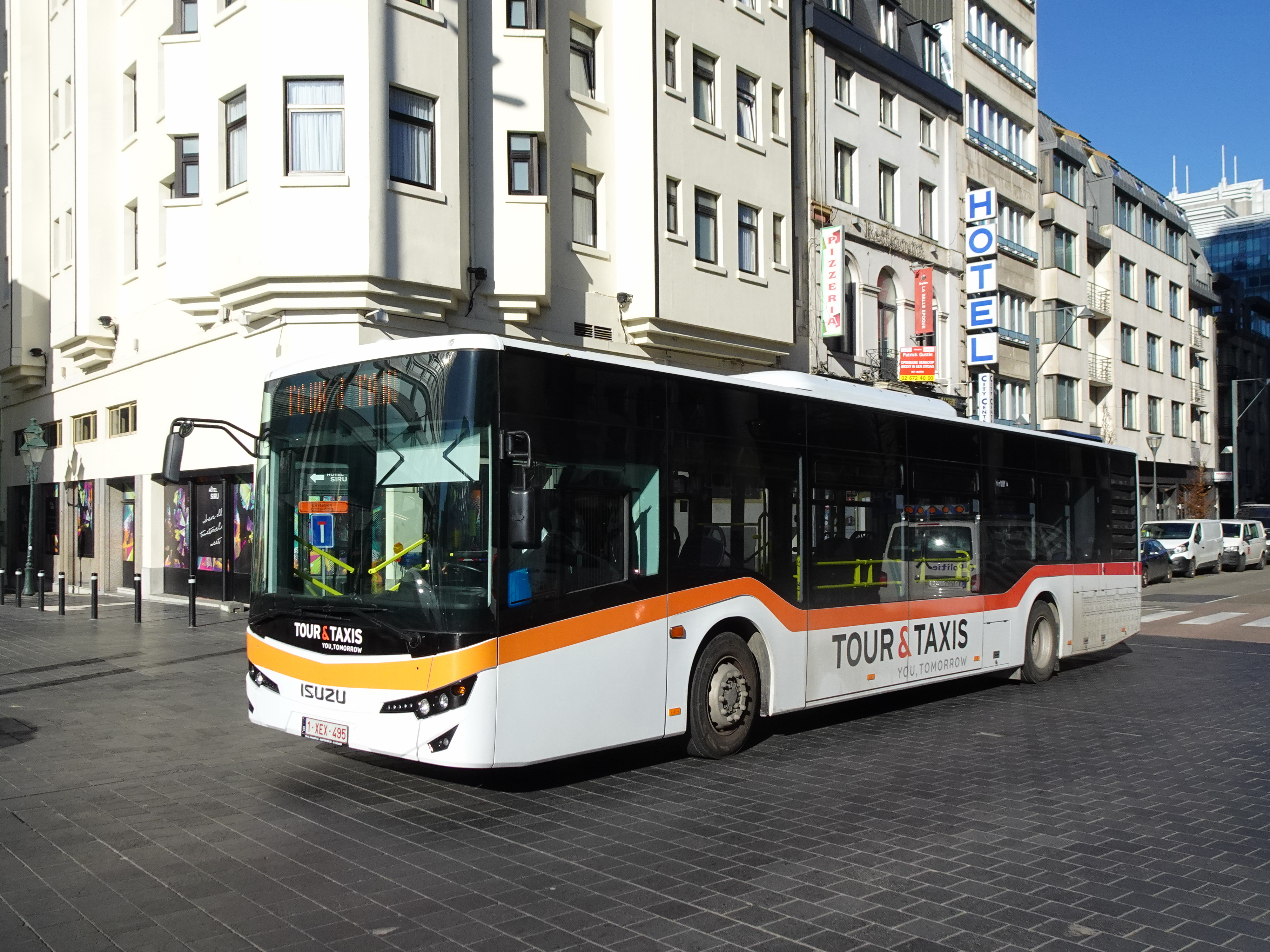
Isuzu Citiport bus

Isuzu Motors Ltd. (Japans: いすゞ自動車株式会社 ; Isuzu Jidōsha Kabushiki-gaisha) is een Japanse producent van auto's, vrachtwagens en autobussen

## Activiteiten
Isuzu is een grote fabrikant van vrachtwagens, autobussen, Sports utility vehicles (SUV) en dieselmotoren voor schepen en stationaire toepassingen. Isuzu heeft in Japan twee grote fabrieken, de Tochigi Plant maakt motoren en onderdelen en de Fujisawa Plant maakt deze ook en produceert vrachtwagens. Het is verder actief in 150 landen wereldwijd en ongeveer 65% van de omzet wordt buiten Japan gerealiseerd. In Japan is het de grootste aanbieder van lichte vrachtwagens, marktaandeel ongeveer 40%, en staat op de tweede plaats met betrekking tot middelzware en zware vrachtwagens.
In 2023 produceerde het bedrijf zo'n 770.000 motorvoertuigen, ongeveer gelijk verdeeld over middelzware en zware vrachtwagens en bestelwagens. Verder staat Isuzu's bekend om zijn dieselmotorenafdeling. Die bouwt op jaarbasis rond de 700.000 eenheden. Sinds de introductie van Isuzu's eerste luchtgekoelde dieselmotor in 1936 heeft het bedrijf in totaal 25 miljoen motoren geleverd tot 1 april 2015.
De aandelen van het bedrijf staan genoteerd op de Tokyo Stock Exchange en de aandelen maken deel uit van de Nikkei 225 aandelenindex. Isuzu's twee grootste industriële aandeelhouders zijn Mitsubishi Corporation en Itochu, zij hadden samen bijna 16% van alle aandelen in handen per 31 maart 2021. In maart 2021 werd bekend dat Toyota en Isuzu kleine zelfrijdende voertuigen gaan ontwikkelen en Hino Motors doet ook mee. Toyota koopt een pakket aandelen in Isuzu ter waarde van ¥ 42,8 miljard en verkrijgt hiermee een aandelenbelang van 4,6%. Isuzu koopt voor eenzelfde bedrag aandelen Toyota. De drie richten een joint venture op, Commercial Japan Partnership Technologies Corp., waarin Toyota een belang heeft van 80% en Isuzu en Hino allebei 10%.
Het bedrijf heeft een gebroken boekjaar dat stopt per 31 maart.
In de onderstaande tabel enkele belangrijke operationele en financiële gegevens.
| Jaar | Vrachtwagen- verkopen (×1000) | Verkopen in Japan (×1000) | Omzet         | Nettoresultaat |
| Jaar | Vrachtwagen- verkopen (×1000) | Verkopen in Japan (×1000) | (× ¥ miljard) | (× ¥ miljard)  |
| ---- | ----------------------------- | ------------------------- | ------------- | -------------- |
| 2005 | 543                           | 90                        | 1494          | 60             |
| 2006 | 619                           | 99                        | 1582          | 59             |
| 2007 | 643                           | 96                        | 1663          | 92             |
| 2008 | 640                           | 73                        | 1925          | 76             |
| 2009 | 554                           | 54                        | 1425          | −27            |
| 2010 | 427                           | 42                        | 1081          | 8              |
| 2011 | 598                           | 57                        | 1416          | 52             |
| 2012 | 568                           | 59                        | 1400          | 91             |
| 2013 | 690                           | 62                        | 1656          | 97             |
| 2014 | 639                           | 75                        | 1761          | 119            |
| 2015 | 668                           | 83                        | 1879          | 117            |
| 2016 | 668                           | 81                        | 1927          | 115            |
| 2017 | 616                           | 85                        | 1953          | 94             |
| 2018 | 625                           | 80                        | 2070          | 106            |
| 2019 | 648                           | 83                        | 2149          | 113            |
| 2020 | 600                           | 81                        | 2080          | 81             |
| 2021 | 555                           | 70                        | 1908          | 43             |
| 2022 | 721                           | 65                        | 2514          | 126            |
| 2023 | 771                           | 67                        | 3196          | 152            |
| 2024 | 666                           | 73                        | 3387          | 176            |

## Geschiedenis
Isuzu's geschiedenis gaat terug tot 1893 in welk jaar de Tokyo Ishikawajima Shipbuilding & Engineering Company opgericht werd. In 1922 bouwde dat bedrijf in een joint venture met het Britse Wolseley de eerste vrachtwagen ooit in Japan. Ook bouwde het dat jaar de eerste Japanse auto. In 1929 werd de automobieltak van het Japanse bedrijf verzelfstandigd onder de naam Ishikawajima Automotive Works Company. Toen deze autobouwer in 1933 DAT Automobile Manufacturing overnam veranderde de naam in Automobile Industries Company. Automobile Industries ontwikkelde toen twee dieselmotoren, de DA4 en DA6, die de basis vormden voor al Isuzu's latere diesels.
Automobile Industries fuseerde met Tokyo Gas & Electric Company en veranderde daarop op 9 april 1937 zijn naam in Tokyo Automobile Industries Company. Deze datum wordt door Isuzu beschouwd als de dag van zijn oprichting. In 1941 wijzigde het bedrijf zijn naam in Diesel Automobile Industry Company en in 1949 weer, deze keer in Isuzu Motors Limited. Deze huidige naam was een modelnaam uit de jaren 1930 voor overheidsvoertuigen die zelf was afgeleid van Isuzugawa, een Japanse rivier. De naam betekent 50 harmonieus en vierend rinkelende bellen. Isuzu was op dat moment al een grote speler op de vrachtwagenmarkt
Vanaf 1953 bouwde Isuzu de Hillman Minx onder licentie van de Britse Rootes Group als de Isuzu Minx. In 1959 lanceerde Isuzu zijn Elf, een licht bedrijfsvoertuig dat vandaag Japans marktleider is in dat segment. Er kwam ook een serie zware vrachtwagens en tractoren die in 1995 hertekend werden tot de Izuzu Giga-serie. De eerste eigen ontwikkelingen op het gebied van personenauto's na de scheiding van Rootes waren de Bellel, Bellett, 117 Coupé en Florian-modellen in de jaren 1960. 
In 1971 nam General Motors (GM) een belang in het bedrijf, wat ertoe leidde dat Isuzu ook deelnam aan GM's “wereldauto” die bij Opel werd ontwikkeld: het “T-Car” project, in Europa onder andere bekend als de Opel Kadett C waaruit de Isuzu Gemini voortkwam. Vanaf de alliantie met General Motors breidde het bedrijf zich wereldwijd uit met afdelingen in onder andere Thailand, Noord-Amerika, China, Polen en Maleisië. In 1970 werd een reeks middelzware vrachtwagens geïntroduceerd: de Isuzu Forward-serie. De personenautomodellen Aska en Piazza verschenen in de jaren 1980. Sinds het begin van de jaren 1990 produceerde het bedrijf alleen nog terreinwagens/SUV's, vrachtwagens en autobussen. Honda en de GM-dochterondernemingen Holden, Opel en Vauxhall verkochten sommige Isuzu-automodellen onder hun eigen naam, maar ook het omgekeerde kwam voor zoals de Honda Shuttle die ook werd verkocht als Isuzu Oasis. In 1996 lanceerde Isuzu zijn Gala-lijn van grote autobussen.
In april 2006 werd de verbintenis met General Motors verbroken. In juni daarop richtten beiden de joint venture LCV Platform Engineering Corporation op. In 2006 kocht Toyota een klein aandelenbelang in Isuzu om de technische samenwerking op het gebied van nieuwe dieselmotoren te onderstrepen. Na twaalf jaar besloot Toyota in 2018 dit belang in Isuzu te verkopen.
In december 2019 werd de koop bekendgemaakt van UD Trucks. De huidige eigenaar Volvo ontving 250 miljard yen (ruim 2 miljard euro). De overname is onderdeel van een strategische samenwerking tussen de twee fabrikanten. UD Trucks had in 2018 een omzet van omgerekend 2,3 miljard euro en is niet winstgevend. De afronding van deze transactie was op 1 april 2021.